# Josef Vratislav Monse

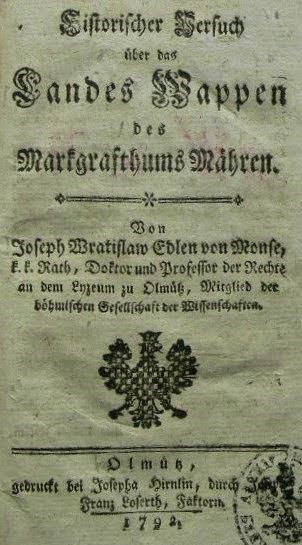
Josef Vratislav Monse, Historischer Versuch über das Landeswappen des Markgrafthums Maehren (1792 Olomouc).

Josef Vratislav Monse (15. června 1733 Nové Město na Moravě – 6. února 1793 Olomouc) byl moravský osvícenec a obrozenec, právník, zakladatel moderního moravského dějepisectví, profesor a rektor olomoucké univerzity.

## Život

### Studia v Praze a ve Vídni
Josef Vít Monse se narodil jako osmé z devíti dětí Jana Karla Monseho a Anny Monse (rozené Moudrá). Rodina žila v domě číslo osm na rynku v Novém Městě na Moravě. Monse také chodil do školy v Novém Městě. Jeho otec zemřel, když měl čtrnáct let, načež jej strýc, jménem taktéž Josef Monse, poslal na studium do jezuitského gymnázia v Telči. Po čtyřech letech pak odešel do Prahy, kde studoval na Filosofické fakultě Univerzity Karlovy. Zde byl promován mistrem svobodných umění. Tou dobou se již začíná rozvíjet Monseho vlastenecké nadšení a prohlubuje se jeho zájem o historii a právo českých zemí.
Po ukončení studií v Praze se Monse vydal do Vídně, kde studoval na Právnické fakultě Vídeňské univerzity. V roce 1762 obhájil svou disertaci a stal se doktorem obojího práva. Ve Vídni Monse publikoval svou disertační práci (latinsky), oženil se, a také se naučil italsky.

### Profesorem práva na olomoucké univerzitě

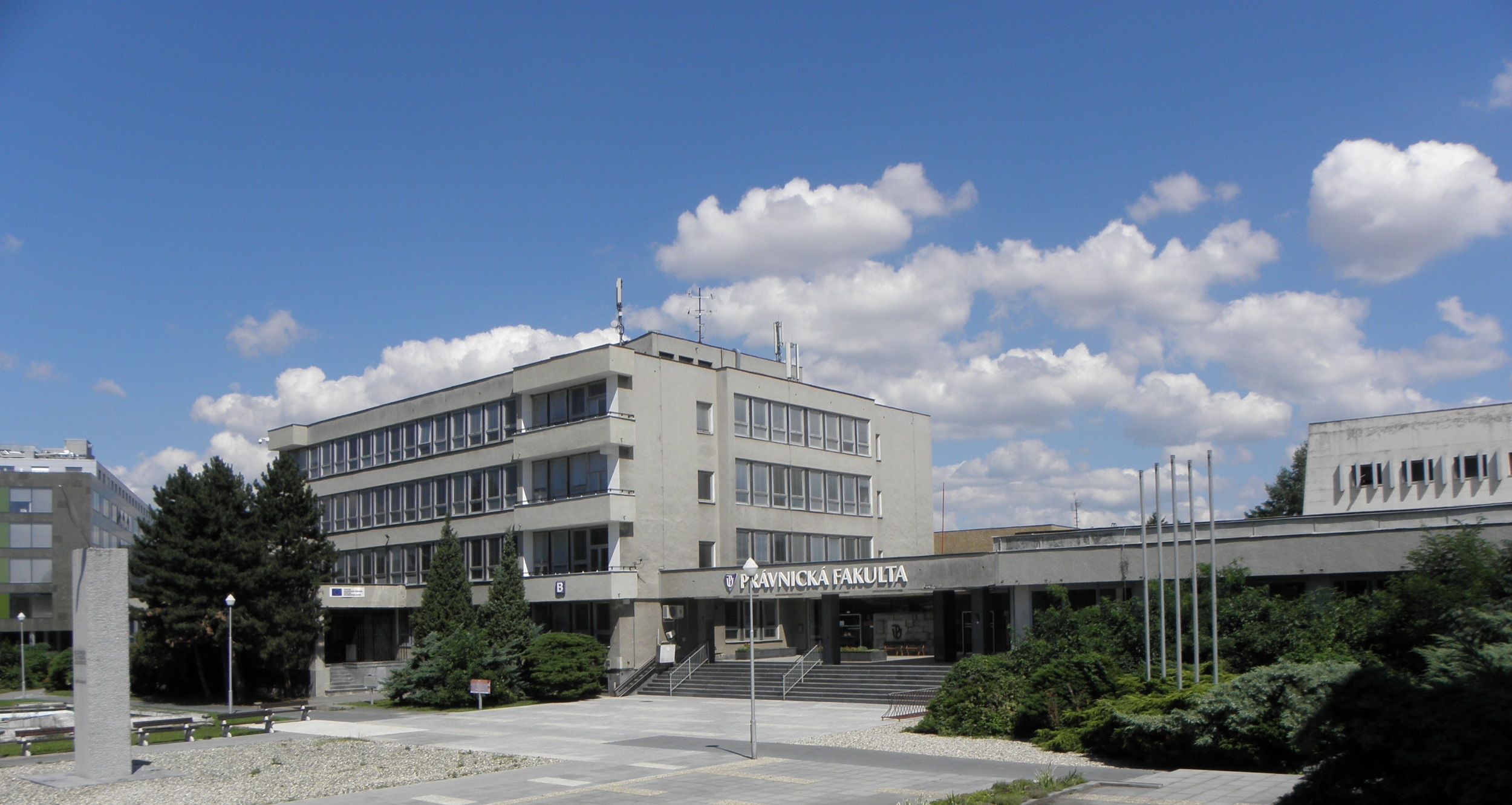
Právnická fakulta Univerzity Palackého pořádá každoroční odbornou konferenci Monseho olomoucké právnické dny

V roce 1764 se Monse přestěhoval do Olomouce, kde se stal advokátem při městském, konsistorním i manském soudu. V roce 1768 pak přijal místo profesora veřejného, přirozeného a lenního práva na olomoucké univerzitě s platem 900 zlatých ročně; pokračoval však také ve své advokátní praxi.
Po smrti profesora Josefa Antonína Sommera v roce 1774 po něm také na nějakou dobu převzal přednášky římského a kanonického práva. Téhož roku si také změnil jméno z Vít na Vratislav, symbolicky tak vyjadřuje své životní heslo "Vraťte starou slávu otčině!" 
Dříve prováděli výuku kanonického práva jezuité odděleně na Teologické fakultě. Od roku 1771 byla však svěřena světským profesorům. Ti měli v běžných hodinách práva přibližně 50 studentů, přičemž na hodiny kanonického práva se k nim přidávalo na 300 studentů teologie. Tou dobou se již z Monseho stal zavilý stoupenec osvícenských myšlenek a ve svých přednáškách horlivě obhajoval Josefiánské reformy. To samozřejmě vyvolávalo odpor teologů, který se dále vystupňoval v důsledku Monseho publikační činnosti. Klér proti Monsemu poštvával chudinu, šíře pomluvy, že Monsemu při přijímání vypadla hostie z úst a že jako boží trest za jeho učení vyhořela v okolí Olomouce vesnice.
Zloba teologů nabrala na vrcholu poté, co Monse publikoval dílo anonymního francouzského autora z přelomu 13./14. století "Rozmluva mezi klerikem a vojákem o důstojnosti papežské a královské" (latinsky: Dialogus inter clericum et militem supra dignitate papali et regia). Tento spis Monsemu poslal jeho bývalý student, premonstrát louckého kláštera ve Znojmě, který jej našel v knihovně. Monse spis přeložil, přidal k němu předmluvu a komentář a vědom si choulostivosti tématu i přes pětisetleté stáří spisu, na konci dodal: "Prospěti chci. Ne drážditi." Tento dodatek příliš nepomohl. Spis vyvolal vlnu tvrdé nenávistné kritiky kléru nejen z Olomouce, ale také z Prahy a Vídně. Současně však Monseho myšlenky nahrazení církevních institucí sekulárními institucemi státními byly vřele přijaty u panovnického dvora, díky čemuž se Monse udržel na místě právnického profesora, nemohl však již dál vyučovat právo kanonické.
I přes rozpuštění Jezuitského řádu v roce 1773 si církev, k značné nelibosti panovníka, udržela silný vliv na olomouckou univerzitu. Panovník pak v roce 1778 využil nedostatky v řízení univerzity kancléřem baronem Františkem Šubířem z Chobyně jakožto důvod k přesunu univerzity z dosahu církevních institucí, do Brna. Současně s přesunutím došlo k ustavení Právnického direktoria (doposud na Univerzitě byla Profesura práva), jehož ředitelem se stal Monse. Monse se také v důsledku přesunu musel vzdát advokátní činnosti. V Brně začal Monse publikovat práce o historii Moravy, nyní již německy.

### Rektorem univerzity, šlechticem
V roce 1780 byl Monse jmenován rektorem Univerzity; ve své inaugurační řeči se věnoval historii Moravy. V prosinci téhož roku byl také povýšen do šlechtického stavu, s titulem Josef Vratislav, šlechtic z Monse. I přes tyto úspěchy, nebo možná spíše v jejich důsledku, zůstal Monse hlavním terčem katolické reakce. V roce 1780 Monse začal přednášky o historii Moravy podle Knihy Tovačovské autora Ctibora Tovaškovského z Cimburka (1438-1494). Historii Moravy začal také sám sepisovat, avšak v této práci se dostal pouze k roku 1306.
Monse se stal členem učených společností v Hesse-Homburgu (1780), Burghausenu (1782) a v Praze (1785).  Byl také v častém kontaktu s dalšími osobnostmi osvícenství a národního obrození, jako například s Rieggerem, F. M. Pelclem, G. Dobnerem, a zejména s Josefem Dobrovským.
V roce 1782 první olomoucký arcibiskup Antonín Theodor Colloredo-Waldsee prosadil navrácení univerzity zpátky do Olomouce. Současně však panovník Josef II. rozhodl, že univerzity budou pouze v Praze, Vídni a Lvově, v důsledku čehož byla olomoucká univerzita degradována na lyceum (podobně jako například univerzity v Innsbrucku nebo Štýrském Hradci). Zpátky v Olomouci začíná Monse publikovat v českém (moravském) jazyce. Současně také dochází k založení stolice vlasteneckého (=moravského) práva a moravských právních dějin; tato stolice však byla zrušena o čtyři roky později. Mezitím se v roce 1784 z Direktoria stala Právnická fakulta.
Monseho zdraví se postupně zhoršovalo, v roce 1792 přestal vyučovat.
Přetrvávající problémy s katolickou reakcí stejně jako zdravotní problémy vedly také k postupnému útlumu publikační činnost. Monse zemřel 6. března 1793 v Olomouci, s jeho smrtí byly ukončeny také přednášky o moravském právu a historii.

## Životní odkaz
Monse patřil ke kruhu moravských osvícenců (Josef Valentin Zlobický, František Josef Schwoy, A. Pilař). Měl živé styky s pražskými osvícenci a buditeli, s F. M. Pelclem, G. Dobnerem a zejména s Josefem Dobrovským, který působil také v Olomouci. Dobrovský napsal úvod ke druhému dílu Monseho největšího spisu „Stručné politické dějiny markrabství Moravského“ a nekrolog na Monseho. Podle vzoru pražské Učené společnosti vydával Monse literární měsíčník Mährisches Magazin („Moravský magazin“, 1789-93) a vydal řadu spisů latinsky a německy, zejména o dějinách Moravy, městského práva a školství. Do češtiny přeložil knížku o hygieně po povodních a knihu proti pověrám a čarodějnictví.
Monse je zakladatelem moderní vědy moravských právních dějin, jeho nejdůležitějším dílem kromě přehledu moravských církevních vzdělanců jsou dvousvazkové "Politické dějiny země moravské." Byť publikoval převážně v němčině, předešel Monse svou činností hlavní okruh moravských obrozenců.
Svým zájmem o moravský humanismus a benediktínskou historiografii Monse spojil dřívější olomouckou učenou společnost Societas eruditorum incognitorum in terris Austriacis s brněnskou Société patriotique. Ze záznamů jeho přednášek je vidět, jak se snažil spojit dřívější osvícenské nároky vycházející z přirozeného práva a hodnoty historického práva moravského, a obojí kriticky dějinně zhodnotit v souladu s právní teorií renomovaného Josepha von Sonnenfelse. Monse si byl také vědom potřeby sjednotit novou buržoazii se zájmem osvícenské inteligence v umění a vědě. Základ pro to našel v kritické historiografii, přičemž nakonec vytvořil platformu moravského patriotismu, obohacenou o historický renesanční humanismus.

### Výběr díla
- Tabula juris publici marchionatus Moraviae („Soupis veřejných práv markrabství Moravského“). Olomouc 1776
- Dissertatio Suppeditata ad historiam litterariam Moraviae („Stručné pojednání o literárních dějinách Moravy“). Olomouc 1777
- Infulae doctae Moraviae („Učení biskupové moravští“). Brno 1779
- Geschichte des Schulwesens in Mähren („Dějiny školství na Moravě“). 1780
- Versuch einer kurzgefassten politischen Landesgeschichte des Markgrafthums Mähren („Stručné politické dějiny markrabství Moravského.“) Olomouc 1783
- Leitfaden über die Vorlesungen der Landesgesetze des Markgrafthums Mähren („Rukověť k přednáškám o zemských zákonech markrabství Moravského.“ Olomouc 1783,
- Carl von Eckartshausen, Odkryté Tagnosti Cžarodegnjckých Kunsstů k Weystraze a Wyvčowánj obecnjho Lidu o Powěrách a sskodliwých Bludech Sepsané w německé Ržeči od Pána z Eckartshausen. Do morawskýho Gazyka přeložil Vpřjmný Milownjk swé Wlasti [=J. V. Monse]. Olomouc 1792.
- Cadet de Vaux, Ponawržení prostředkůw k umenšení nezdrawí takowých příbytkůw, které rozwodnění podrobené byly. Olomouc 1785.